# Vicente Llansola Renau
Vicente Llansola Renau ( Borriol, Castellón, 6 de enero de 1915 – Burdeos, Aquitania 13 de diciembre de 1996) fue un dirigente anarcosindicalista y luchador antifranquista español, muerto en el exilio. 

## Biografía
De niño se trasladó a vivir a Barcelona y siendo adolescente se afilió a la CNT. Fue arrestado por repartir el diario Tierra y Libertad. Al estallar la guerra civil española se alistó en las milicias confederales y luchó en el frente de Aragón .
En febrero de 1939, durante la Retirada, cruzó los Pirineos y fue recluido en el campo de concentración de Argelès. En 1942 fue uno de los organizadores, con Ponciano Alonso Alonso ("Mingo"), Pablo Benaiges y Francisco Pérez, de la CNT de Burdeos. Tras la Segunda Guerra Mundial, asistió al I Congreso de la CNT en el Exilio en Burdeos en mayo de 1945 y, cuando la crisis confederal, formó parte del sector ortodoxo contrario a continuar participando en las políticas de los gobiernos republicanos exiliados que defendía el sector posibilista. Entre 1945 y 1949 fue miembro de la Comisión de Defensa del Movimiento Libertario Español (MLE) en el Exilio y en 1946, con Mingo y Pablo Benaiges, encargado de la coordinación del Comité Regional de Cataluña de la CNT en Burdeos. 
Durante los años siguientes fue secretario del Núcleo Confederal de la Gironda (1958-1962) y de la Federación Local de Burdeos (1955-1956); secretario de Coordinación en el Secretariado Intercontinental (1963 hasta 1967 y 1971-1975); miembro del Comité Internacional de Relaciones de la Federación Anarquista Ibérica (1963-1971 y 1990-1996); delegado de la CNT del Exilio en los congresos de la Asociación Internacional de los Trabajadores (AIT) de Toulouse (1958), Burdeos (1967) y Puteaux. En nombre de la FAI, fue uno de los siete miembros de Defensa Interior (DI), creada a raíz del Congreso de Reunificación de Limoges de 1961 y que tenía como finalidad dirigir la lucha armada contra el franquismo en el interior de España y atentar contra la vida del propio dictador Francisco Franco.
Fue criticado por los sectores más activistas, especialmente por las Juventudes Libertarias, que le acusaron de inmovilismo y de defender las tesis de Germinal Esgleas y Federica Montseny, sobre todo a raíz del congreso de Limoges de 1965 que supuso la disolución de Defensa Interior .
En 1971 fue delegado de la FAI, con Federica Montseny y José Muñoz Congost, en el Congreso Internacional de Federaciones Anarquistas que se celebró en París. Entre 1973 y 1976 presidió el Comité Nacional de la Alianza Sindical Española (ASA). Formó parte del último secretariado del exilio y como tal asistió al Congreso de Marsella de 1975. No regresó a España.
Al fallecer ocupaba las secretarías de la CNT y de la FAI de Burdeos. Vicente Llansola Renau murió el 13 de diciembre de 1996 en Burdeos y fue incinerado tres días después.